# ليئا غولدبرغ
ليئا غولدبرغ (بالعبرية: לאה גולדברג ‏) (29 أيار 1911، كونيغسبرغ– 15 كانون الثاني 1970، إسرائيل) من أشهر الشعراء العبريين في العصر الحديث، هي شاعرة، كاتبة للكبار والأطفال، مترجمة وناقدة أدبية، محررة صحفية وناقدة تربوية، حائزة على جائزة اسرئيل للآداب 1970. منذ مطلع الخمسينيات وعلى مدى عشرون عاماً شغلت ليئا غولدبرغ منصب أُستاذة في الجامعة العبرية في القدس، كأحد أعضاء هيئة التدريس قسم الأدب المقارن. يُذكر أيضاً أن ليئا غولدبرغ شاركت في تأسيس قسم الأدب العام والأدب المقارن في الجامعة العبرية، وترأسته لحوالي العقد.
توفيت في القدس، عن عمر يناهز ثمانية وخمسون عاماً، بسبب سرطان الرئة.

## نشأتها وترعرعها
وُلدت ليئا غولدبرغ عام 1911 في كونيغسبرغ، في روسيا الشرقية ألمانيا (اليوم - كالينينغراد، روسيا). لتسيلا وأفراهام، والدها كان خبير اقتصادي كبير، ومؤسس التأمين الوطني في ليتوانيا. في سنوات حياتها الأُولى، عاشت العائلة في كوفانه. لكن لاحقاً وخلال الحرب العالمية الأُولى أُضطروا للهرب إلى منطقة سرتوف في عمق الأراضي الروسية. عندما عادوا إلى ليتوانيا 1919، قام جنود ليتوانيون بتعذيب أبيها، على مدار عشرة أيام، مُتهمون إياه بالشيوعية.
عانى والدها من إضطراب الكرب التالي للصدمة، ما أصبح بعد ذلك مرض نفسي.

## حياتها

### طفولتها وشبابها المبكر في ليتوانيا (1930-1911)

#### دراستها العُليا في ألمانيا (1933-1930)
هذه السنوات هي سنوات التبلّور، فيها تعرفت ليئا غولدبرغ على كل من الثقافة الروسية، العبرية والألمانية. هذه السنوات أيضاً شهدت على ولادة باكورة أعمالها: قصائدها الأُولى، بما في ذلك «الأيام البيضاء»، التي كتبتها عندما كانت طالبة في مدينة بون عام 1932، 'رسائل من رحلة متخيلّة' (1937) التي كتبتها عشية هجرتها إلى فلسطين، والتي على ما يبدو تودّع فيها أُوروبا وثقافتها.
درست في جامعة بون، وحصلت منها على دكتوراه في الفلسفة أعدت أُطروحة الدكتوراة في مجال لسانيّات اللغات السامية (1935-1934)، بإشراف بول كاهله. ولدى إنهائها لرسالة الدكتوراة عادت إلى لتوانيا، لتعمل في تدريس الأدب بالمدرسة العبرية.

### فترة تل أبيب (1955-1935)
منذ كانون الثاني 1935، وبعد هجرة ليئا غولدبرغ إلى إسرائيل، بمساعدة الشاعر أفرهام شلونسكي. أقامت في تل أبيب مع والدتها التي إنضمت إليها لاحقاً.
إنضمت ليئا غولدبرغ لجماعة «سوياً» التي ترأسها شلونسكي إلى جانب الشاعر ناتان ألترمان. وفي هذا العام صدر ديوانها الأول «خواتم من دخان».
هذه السنوات هي سنوات التكوين، حيث نشرت إلى جانب قصائدها، رواية («وهو النور»، 1946) إهتمت بأدب الأطفال («أُمسية مقابل النصب التذكاري»، «أُنشودة للياقوت»، «أصدقائي من شارع أرنون»، «ماذا تفعل المراهم» وغيرها). لها أيضاً ترجمات عديدة منها («الحرب والسلام» للكاتب الروسي تولستوي، «فير جينت» للكاتب المسرحي النرويجي إبسن).

بعد مرض الشاعر أرييه لودڤيغ شتراوس، عُرض على ليئا غولدبرغ العمل في الجامعة العبرية في القدس، لتحل مكانه. في عام 1955 إنتقلت للسكنى هناك مع أُمها، وفي الجامعة العبرية تم تعيينها كأُستاذة للأدب المقارن.

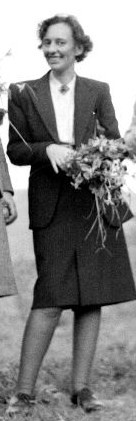
ليئا غولدبرغ، 1964

#### فترة القدس (1970-1955)

سطور البداية عن قصيدة ليئا غولدبرغ، هل حقا سيأتون؟

في هذه السنوات يتجلّى النضج الأدبي في كتابات ليئا غولدبرغ. أهمها: ديوان «برق في الصباح»(1955) ومجموعة أُخرى «باكراً وفي وقت متأخّر» (1959)، لها أيضاً مجموعة من الأبحاث والكتب التي كثيراً منها يستند على محاضراتها في الجامعة العبرية: 'فن القصة'، 'الأدب الروسي في القرن التاسع عشر' وغيرها. في سنواتها الأخيرة إهتمت أيضاً بالرسم إلى جانب كتاباتها وكرست له قسطاً كبيراً من وقتها.
في 15 كانون الثاني من عام 1970، توفيت ليئا غولدبرغ بالسرطان عن عمر يناهز الثامنة والخمسون عاماً، دُفنت في القدس. بعد وفاتها حصلت على جائزة إسرائيل للآداب، إستلمت الجائزة والدتها تسيلا، والتي واصلت الحياة بعدها بأحد عشرة عاماً. وكانت قد أوصت تسيلا بأن تُنقش على قبرها أربع كلمات بالعبرية، تعني: «أم ليئا غولدبرغ.»
في 10 نيسان 2011، أُختير وجه ليئا غولدبرغ بأن يظهر على الورقة النقدية الجديدة من فئة المئة شاقل المتداولة في إسرائيل.

## أعمالها
يَذكر الباحث في الأدب العبري غدعون طيكوتسكي، بأن التقاليد الثقافية لأوروبا الوسطى وأوروبا الغربية متأصلة في أعمال ليئا غولدبرغ، من الكلاسيكيين والحداثيين. إلا أن ليئا غولدبرغ قد ترعرعت في أحضان الثقافة الروسية، وتعرفت في سن مبكرة على روائع الأدب الروسي. كان لديها اهتمام خاص بشعر ألكسندر بلوك. وفي سن المراهقة، تعرفت على شعر راينر ماريا ريلكه ولاحقا هوغو فون. في الوقت نفسه، قرأت أشعار حاييم نحمان بياليك ونثر أوري جنيسين. إن تأثير هذا المثلث الثقافي الصلب، الروسي-الألماني-العبري، يبدو جلياً في أولى أعمال ليئا غولدبرغ الأدبية المنشورة. ويضيف، في بداية الخمسينيات أضافت إلى ثقافتها، الأدب التنويري خاصة اللاتيني والإيطالي، قرأت بيتراركا ودانتي وقامت بترجمة بعض من أعمالهما. في سنوات بحثها الأكاديمي عادت لتبحث وتكتب عن الأدب الروسي في القرن التاسع-عشر.
استمدت أعمال ليئا غولدبرغ صورا ومناظر من مسقط رأسها إلى جانب رؤى لبلادها الجديدة، وذلك من خلال ذاكرة ال«هناك» أي أوروبا، المليئة بالتوّق إلى ضرب الجذور في ال«هُنا»، وقد وصفته ليئا غولدبرغ بألم الَوطَنَيْن.

### الشعر
على رأس أعمال ليئا غولدبرغ الأدبية هو الشعر. ليئا غولدبرغ تأثرت مثل ألترمان من المدرسة الرمزية الروسية، ولكن وعلى عكس شعر ألترمان، الذي تميّز بولّعه بالاستعارات الدسمة، والتي في الكثير من الأحيان يصعب فكها، وتنوع قصائده من حيث النغمة والقافية والتصوير والمجاز. ابتعدت ليئا غولدبرغ عن هذا النوع من الشعر الشكلي، حيث تمّيز شعرها ببساطته ووضوح فحواه. لم تكتب ليئا غولدبرغ شعرًا قوميًا أو تعبوياً لأغراض المشروع الصهيوني، إنما وسعت طيف الشعر، تناولت قضايا شخصية وعالمية. تفّرد ليئا غولدبرغ هو قدرتها على نقل الإحساس للقارئ سواء كانت المسألة شخصية، حميمية أو فردية، وهذا بدوّره وضع شعرها في مكانة مرموقة.
للطبيعة والمدينة حيز كبير في قصائد ليئا غولدبرغ. تصف قصائدها المشهد الطبيعي الإسرائيلي، فضلاً عن المشهد الأوروبي الذي تركته وراءها. قسم آخر من قصائدها يسعى وراء الحب والإتصال. ولأنها لم تتزوج ولم تصبح أماً تُظهِر بعض قصائدها وحدتها وكربتها الكبيرة. هذا إلى جانب محاولات يائسة لتحقيق الحب. تم تلحين العديد من قصائد غولدبرغ لتغدو جزءا لا يتجزأ من تجربة البلاد الوطنية.

#### أدب الأطفال
إهتمت ليئا غولدبرغ بأدب الأطفال («أُمسية مقابل النصب التذكاري»، «أُنشودة للياقوت»، «أصدقائي من شارع أرنون»، «ماذا تفعل المراهم» وغيرها).فهي تعرف أدب الأطفال بأنه: «نوع من الأدب سواء كان نثراً أو شعراً، الذي في مضمونه وأسلوبه عليه أن يلائم إدراك الأطفال الذين تتراوح أعمارهم بين الخامسة حتى الثالثة عشرة تقريباً، أما أسلوب هذا النوع من الأدب يكون سهلاً واضحاً وخالياً من التعقيد وحشد المشاكل، ولا يتجاوز مفاهيم الطفل حسب نموه وقدرة استيعابه.»
حيث تعتبر ليئا غولدبرغ «الام الكبرى» لأجيال كثيرة في إسرائيل كبرت على أعمالها القصصية للأطفال.

## جوائز
- جائزة إسرائيل للآداب. (1970)

## وصلات خارجية
- ليئا غولدبرغ على موقع ميوزك برينز (الإنجليزية)
- ليئا غولدبرغ على موقع ديسكوغز (الإنجليزية)

1. ↑   https://jwa.org/encyclopedia/article/goldberg-lea. {{استشهاد ويب}}: |url= بحاجة لعنوان (مساعدة) والوسيط |title= غير موجود أو فارغ (من ويكي بيانات) (مساعدة)
2. ↑  "معرف ملف استنادي متكامل". ملف استنادي متكامل. مؤرشف من الأصل في 2019-12-14. اطلع عليه بتاريخ 2014-12-11.
3. ↑  "صفحة ليئا غولدبرغ في National Thesaurus for Author Names identifier". NTA. مؤرشف من الأصل في 2019-12-14. اطلع عليه بتاريخ 2017-02-25.
4. ↑  "معرف ملف استنادي متكامل". ملف استنادي متكامل. مؤرشف من الأصل في 2019-12-14. اطلع عليه بتاريخ 2014-12-31.
5. ↑  "معرف الملف الاستنادي الدولي الافتراضي (VIAF) لصفحة ليئا غولدبرغ". VIAF. مؤرشف من الأصل في 2019-03-27. اطلع عليه بتاريخ 2017-02-25.
6. ↑  "לאה גולדברג". مؤرشف من الأصل في 2016-12-18.